# RENFE 130 sorozat
A RENFE 130 sorozat egy spanyol Bo'Bo' + 1'1'1'1'1'1'1'1'1'1'1'1' + Bo'Bo' tengelyelrendezésű, billenőszekrényes nagysebességű, kétáramnemű (3 kV DC, 25 kV 50 Hz AC) villamosmotorvonat-sorozat. A Talgo és a Bombardier alkotta konzorcium gyártotta 2006 és 2009 között a RENFE részére. A motorvonat egyaránt alkalmas a normál- és az ibériai nyomtávolságú vonalakon is a közlekedésre. Összesen 45 motorvonat készült el. Kettős erőforrásúvá átalakított változata a RENFE 730 sorozat.

## Műszaki jellemzése
A vonatszerelvényeket nagysebességű szolgáltatásokra tervezték az ibériai nyomtávon (1668 mm) és a nagysebességű normál nyomtávolságú (1435 mm) vonalakon. A Talgo RD változtatható nyomtávolságú rendszerével képes megállás nélkül, alacsony sebességgel megváltoztatni a nyomtávolságát egy nyomtávváltó állomáson keresztülhaladva. A kocsik alumíniumból készültek, és tartalmazzák a Talgo Pendular passzív billentési rendszerét. A nagysebességű közlekedés, továbbá a sok alagút miatt a kocsik nyomásállóak, így az utasok védve vannak a légnyomás változása ellen. A kocsik légkondicionálással, egyedi audiorendszerekkel és vizuális utastájékoztató rendszerekkel, forgó és dönthető ülésekkel vannak felszerelve.
A normál osztályon 36 férőhely, az első osztályban 26 ülőhely található, az első és az utolsó kocsik alacsonyabb befogadóképességűek, továbbá általában egy kocsit használnak étkezési szolgáltatások nyújtására.
Egy szerelvény két vonófejből és 11 betétkocsiból áll.
A vonófejek váltakozó áramú motorokat használnak, amelyeket IGBT inverterek vezérelnek, és beépített segéd invertereket tartalmaznak. A biztosítóberendezés lehet az ETCS 2. szintje, LZB, ASFA-t és Ebicab900TBS.

## Export változat

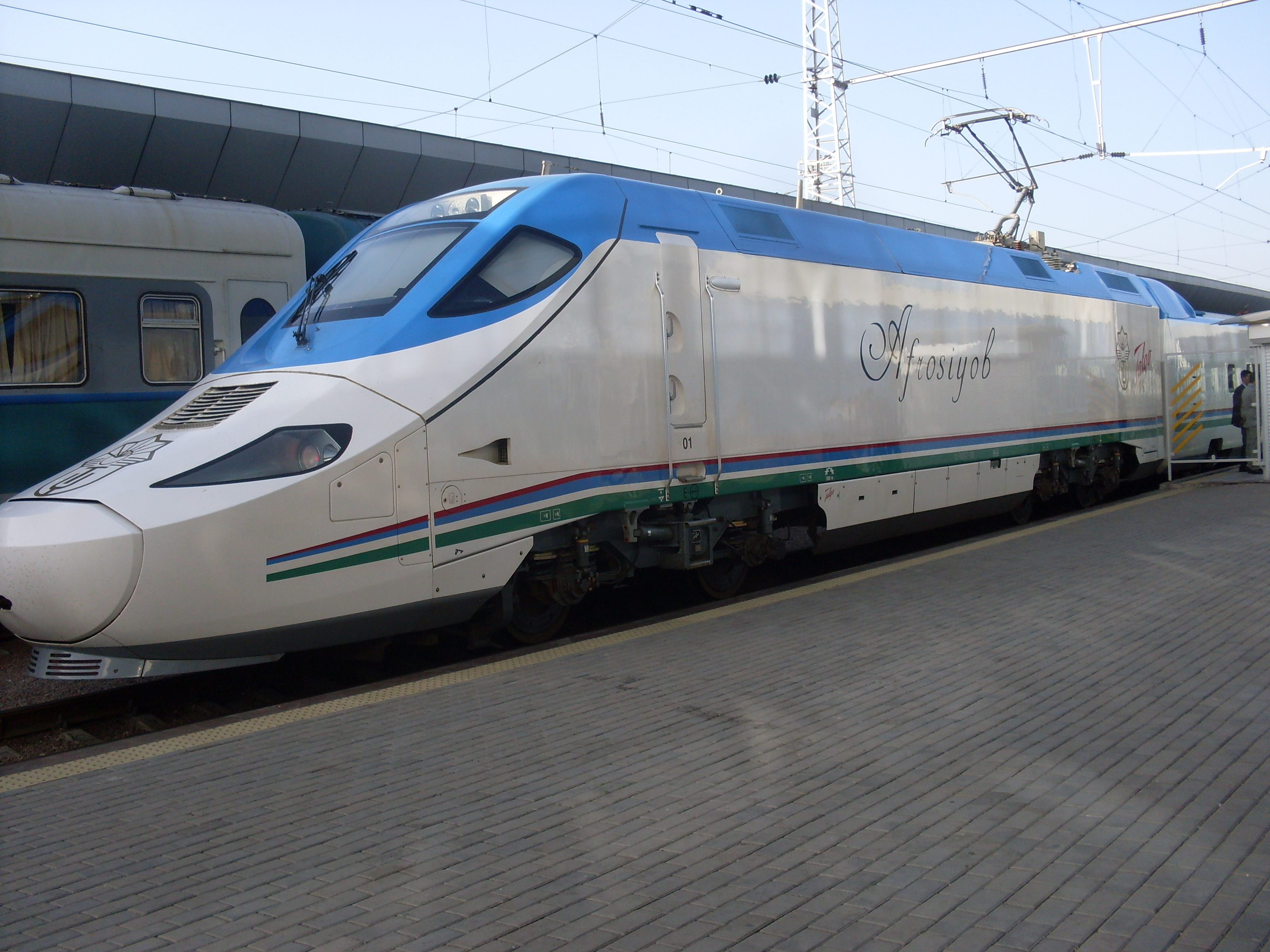
Az üzbég Talgo

Üzbegisztán vasútja, a Uzbekistan Temir Yollari 2009-ben vásárolt két motorvonatot a Talgo-tól az ország első nagysebességű vasútvonalára, amely Taskent–Szamarkand között található. Az első szerelvény 2011 júliusában érkezett meg az országba.

## Képek

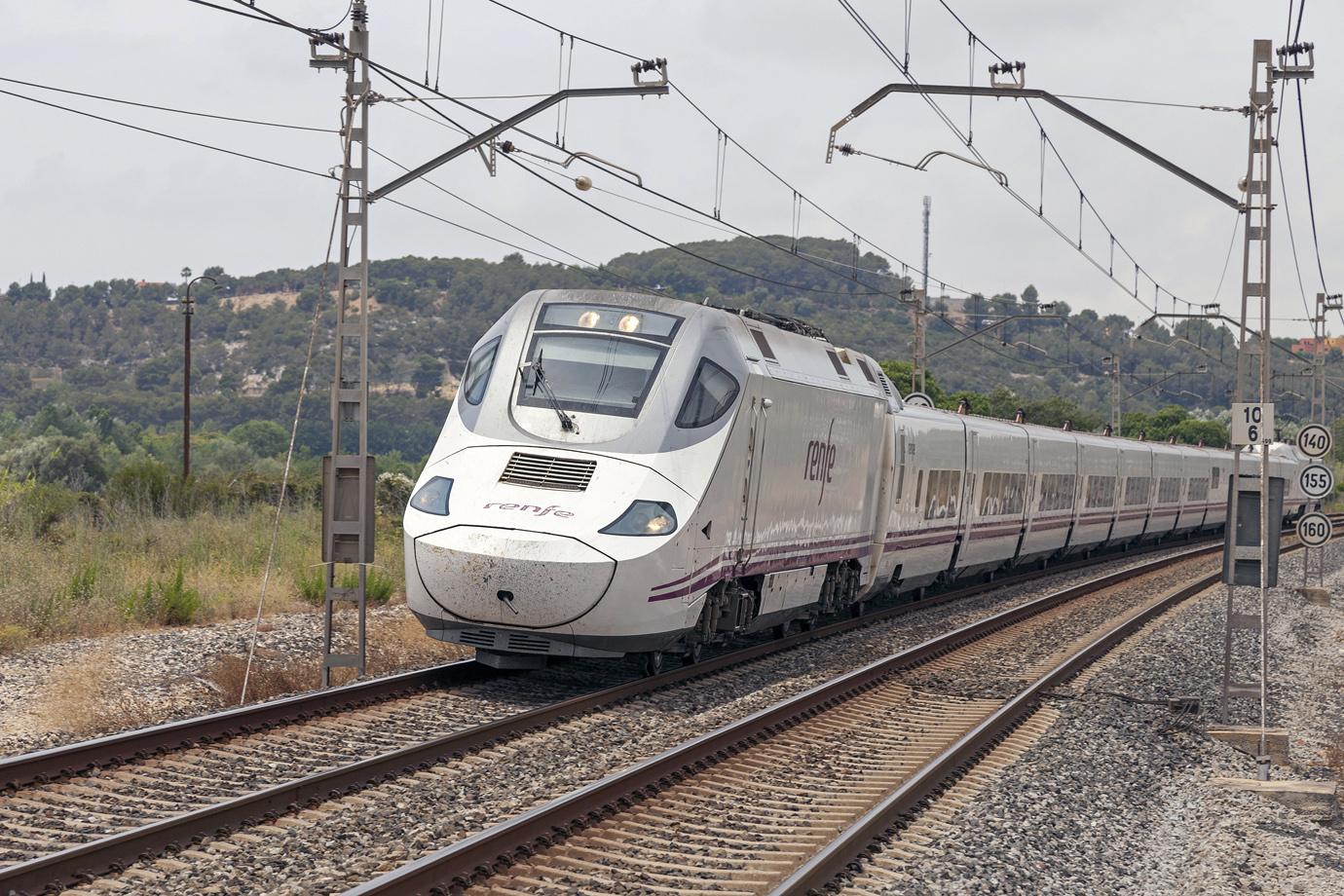
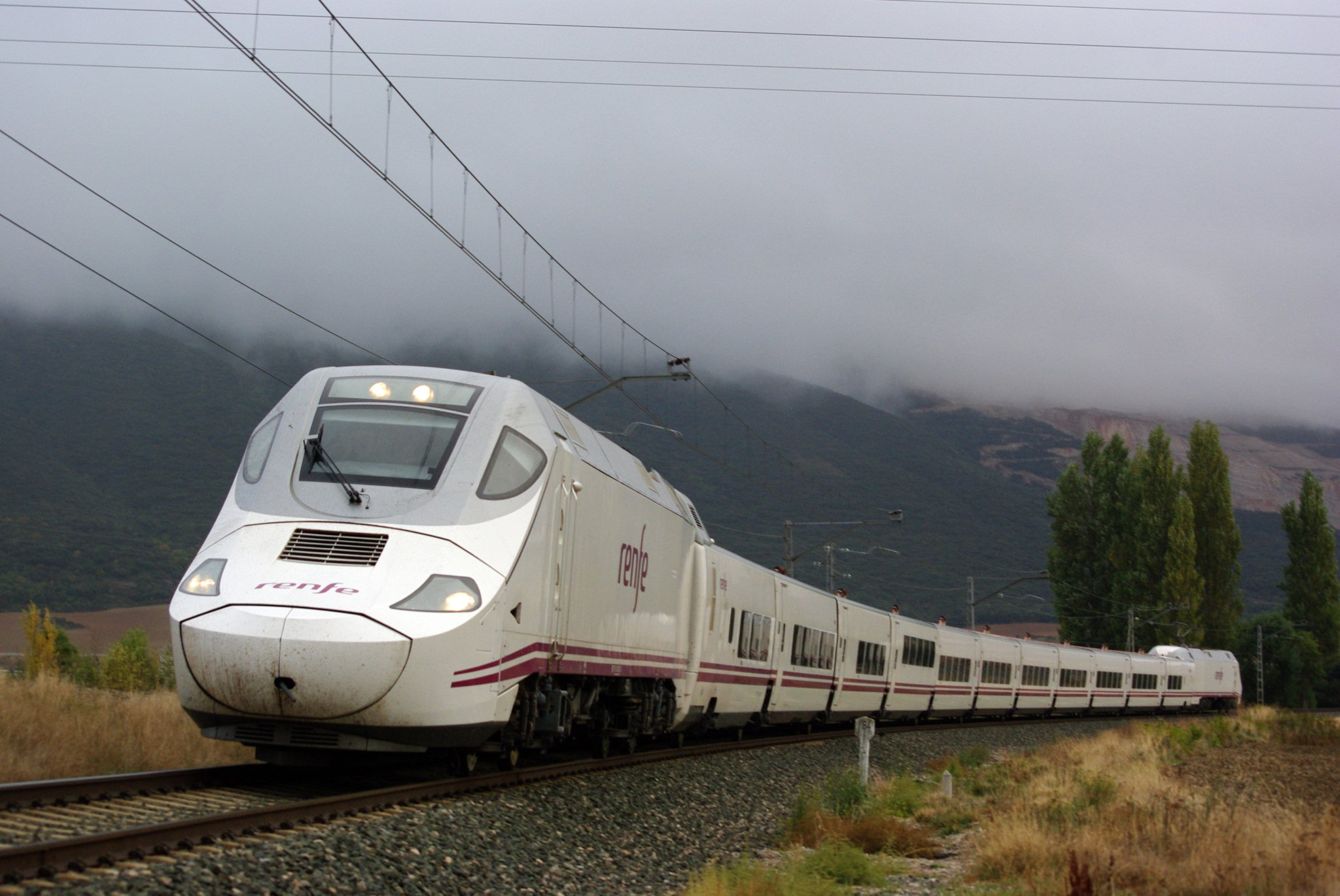
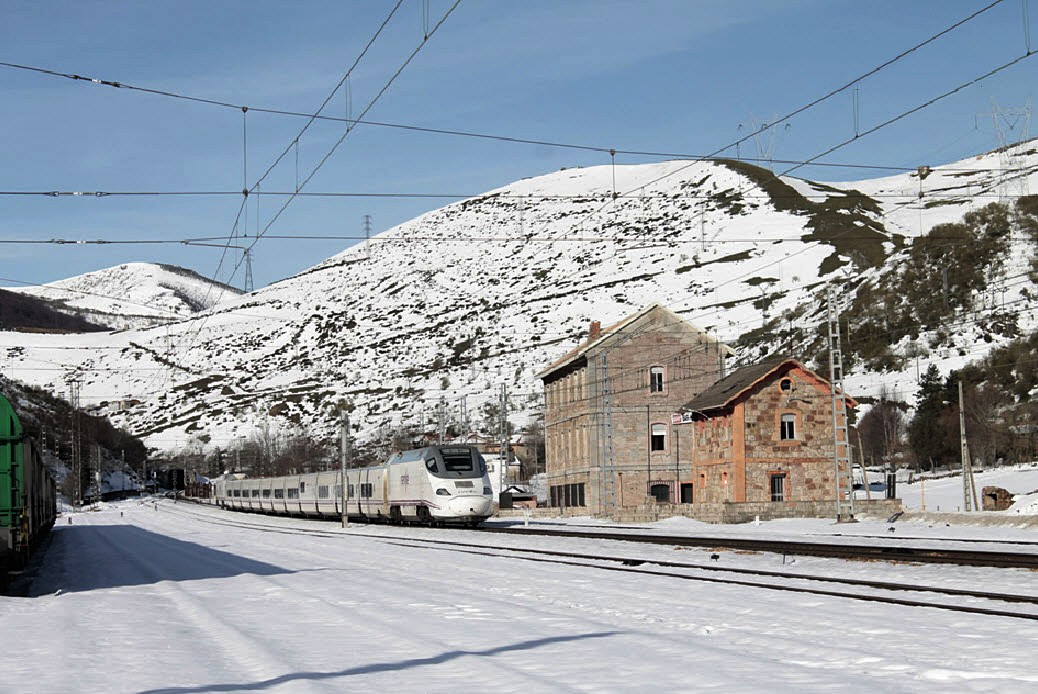
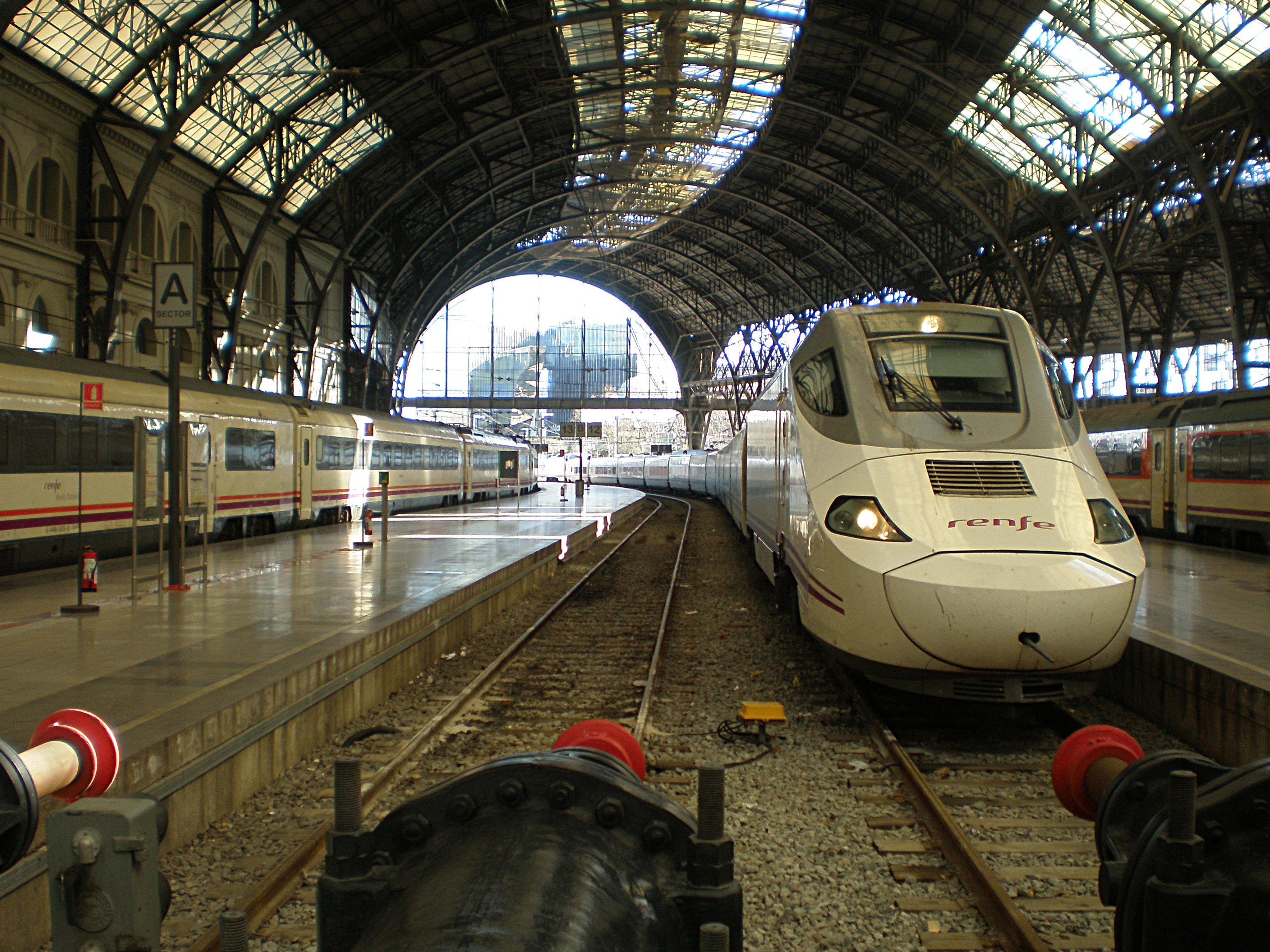
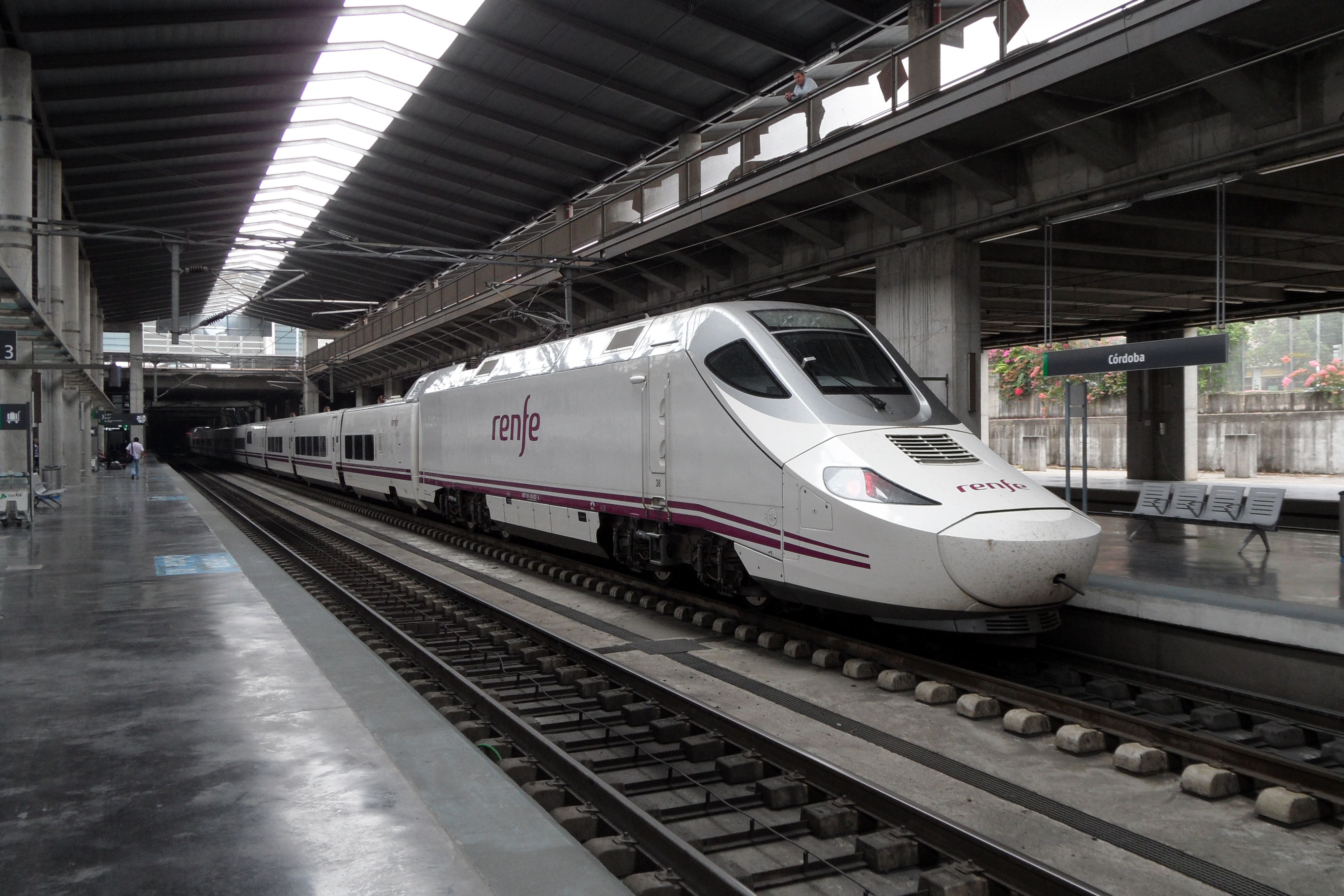
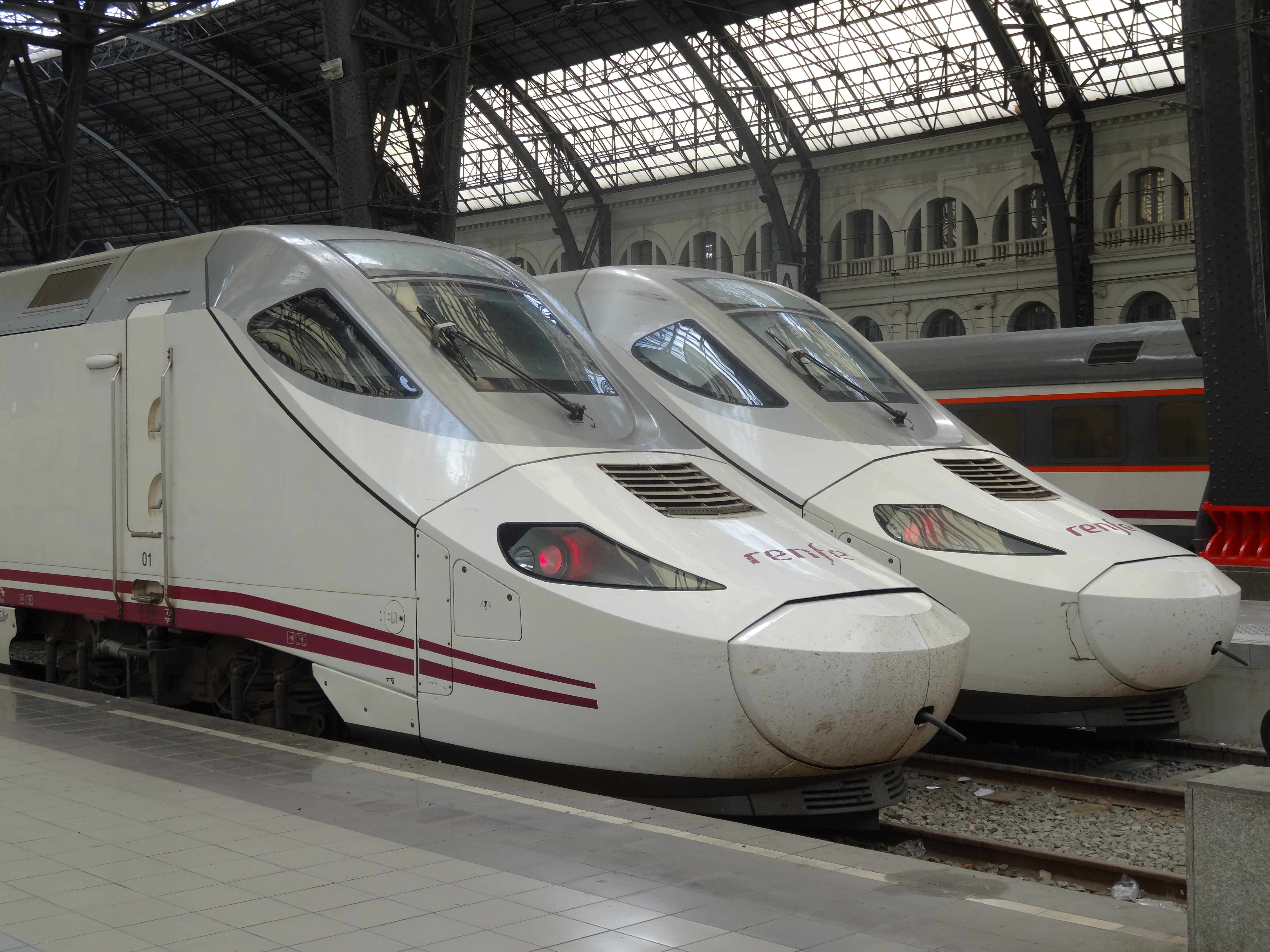
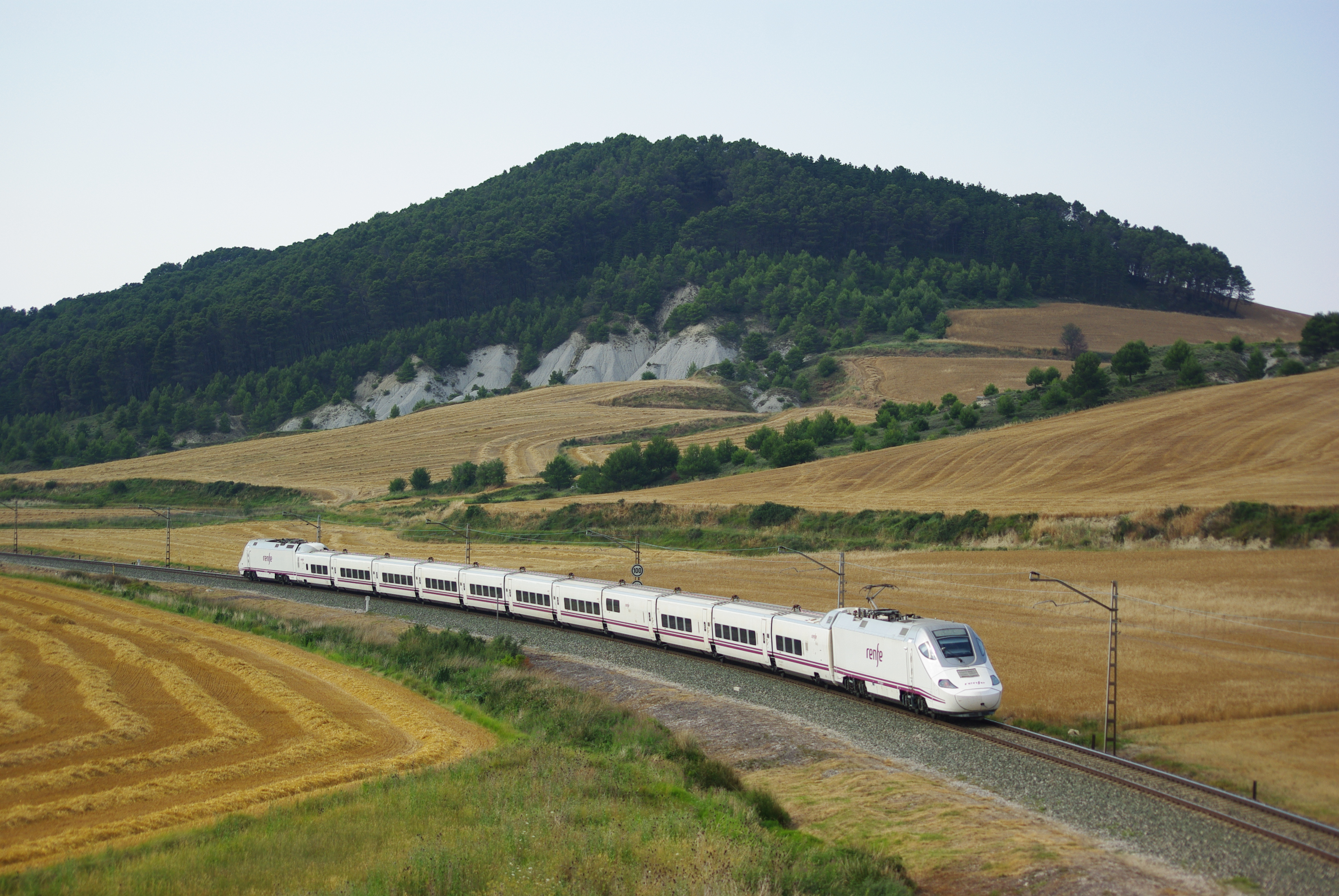
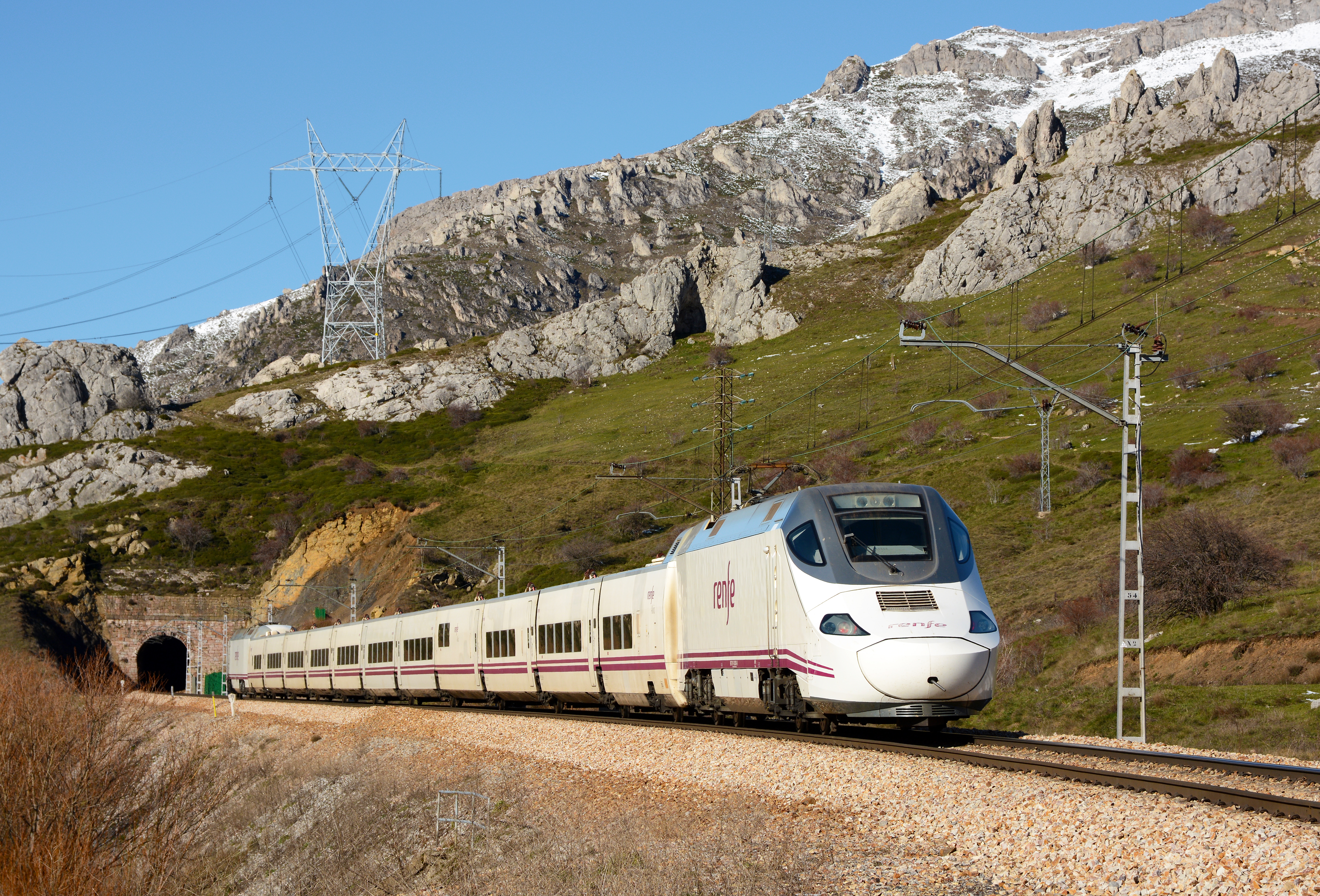